# Throw It Up
Throw It Up è un singolo del rapper statunitense Tyga, pubblicato il 10 dicembre 2013 su etichetta Young Money Entertainment.

## Tracce
1. Throw It Up – 3:15